# ローレンス・R・ダスピット
"ダン"・ローレンス・ランドール・ダスピット（Lawrence Randall Daspit、1905年10月18日-1979年5月19日）は、アメリカ合衆国の海軍軍人。最終階級は海軍少将。
40年にわたる軍歴の大半でおもに潜水艦畑を歩み、第二次世界大戦中の功績により海軍十字章を受章した。また、戦後には重巡洋艦の艦長や、短期間ながら潜水艦隊司令官も務めた。軍歴のうち、あらゆる意味で有名なのは特設運送船「第三図南丸」（日本海洋漁業、19,210トン）との対決である。ダスピットは「第三図南丸」に魚雷を15本も命中させたものの不発魚雷に泣かされ、沈めることができなかった。

## 生涯

### 前半生
“ダン”こと、ローレンス・ランドール・ダスピットは1905年10月18日、ルイジアナ州ヒューマに生まれた。海軍兵学校（アナポリス）に進み、1927年に卒業。卒業年次から「アナポリス1927年組」と呼称されたこの世代からは潜水艦「ガードフィッシュ」艦長やウルフパック司令を務めたトーマス・B・クラークリングや潜水艦「フライングフィッシュ」艦長を務めたグリン・R・ドナホ、潜水艦「ジャック」艦長として1944年2月19日にヒ40船団を壊滅させたトーマス・M・ダイカース、真珠湾攻撃に先立つワード号事件で特殊潜航艇を撃沈したウィリアム・アウターブリッジなどがいる。
卒業後、ダスピットは戦艦「ニューヨーク」に1929年7月まで配属され、以降、防護巡洋艦「ガルベストン」、潜水母艦「フルトン」 (USS Fulton, AS-1) および駆逐艦「チャイルズ」 (USS Childs, DD-241) と水上艦に乗り組む。1933年、ダスピットはニューロンドンの潜水学校を受講して潜水艦畑の道を歩み、潜水艦「S-20」 (USS S-20, SS-125) に配属された。1937年にはカリフォルニア大学バークレー校を受講し、受講後の1938年からは潜水艦「パイク」勤務となる。次いで潜水艦「シャーク」に移り、1941年3月25日から4月17日の間には艦長を務めた。

### 「ティノサ」艦長職と第三図南丸

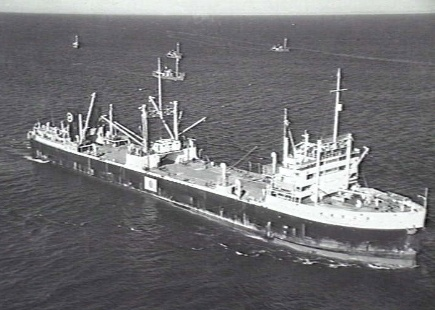
第三図南丸

1943年1月15日、ダスピットは新鋭潜水艦「ティノサ」の初代艦長に就任。「ティノサ」の艦長としては4回の哨戒を行ったが、最大のハイライトは1943年7月24日の出来事である。
7月24日朝、ダスピットは潜望鏡で35,000ヤードの距離に「第二図南丸」と思しき船影を認める。敵影との距離を徐々に縮め、2時間後に潜航して攻撃機会をうかがったダスピットは、9時28分に魚雷を4本発射して、うち2本が「第三図南丸」に命中したのを確認した。相手は4発の爆雷を投じてきたが、9時38分には魚雷を2本発射して2本とも命中させた。10時9分に魚雷をもう1本発射して命中させたが、ここでダスピットは妙なことに気付く。
「第三図南丸」にはここまで魚雷が6本撃ちこまれ、少なくとも2本は爆発して航行不能となっていたが、沈没の気配すら見せていなかった。しかし、航行不能となっては『俎上の鯉』である。ダスピットは「妙なこと」には構わず魚雷を1本ずつ発射し、「第三図南丸」に止めを刺そうとした。
8月4日に「ティノサ」が27日間の行動を終えて真珠湾に帰投して間もなく、普段は冷静で動揺のかけらも見せないダスピットは激怒して猛抗議を行った。ダスピットの抗議の受理先である太平洋艦隊潜水部隊司令官チャールズ・A・ロックウッド中将（アナポリス1912年組）は言う。
チャールズ・モンセン大佐（アナポリス1916年組）がマウイ島南岸のカホオラウェの断崖を標的に実物の魚雷を使って発射実験を行なったが、結果は2本が爆発したものの、残る1本は不発に終わった。回収後の原因調査の結果、マーク14型魚雷の磁気信管に使用していたマーク6型信管と爆発尖の不良によるものであった。爆発尖は目標と直角にならない時に一番爆発する確率になるようバネとベアリングが調整されており、直角かそれに近い角度で命中すると、雷管につながるピンが折れて爆発しなくなる代物であった。「第三図南丸」に命中した魚雷のうち、爆発したものについては最適な角度で発射されたため爆発したものであると結論付けられた。要は、爆発しなかったものについては、「第三図南丸」が動かないことをよいことに真横から発射したものの、すべて爆発尖が折れてしまい爆発しなかったということである。
こののちダスピットは「ティノサ」で2回の哨戒を行い、12月16日に4回目の哨戒を終えてフリーマントルに帰投ののち、退艦した。ダスピットは4回の哨戒で「第三図南丸」はさておいても特務艦「風早」など計4隻と2分の1の艦船を撃沈し、この功績に対して海軍十字章が授けられた。

### 後半生
「ティノサ」退艦後のダスピットは艦船局勤務を経て1944年から1946年の間は潜水群司令として、艦長職とは違う立場で潜水艦戦に関わった。第二次世界大戦終結後の1946年から1947年にはアメリカ海軍開発研究所に勤務。ノルウェー出身の探検家フィン・ロンネ率いる南極越冬隊の支援を行い、ロンネはその支援に感謝する形で南緯68度10分 西経65度45分 / 南緯68.167度 西経65.750度の地点にある氷河を「ダスピット氷河」と命名した。フロリダ州キーウェストの第4潜水隊司令を経て海軍作戦部入りし、潜水艦担当部門の副主任として将来の潜水艦戦の研究に加わった。朝鮮戦争勃発後の1951年には太平洋艦隊潜水部隊にチーフスタッフとして加入するが、1952年8月30日付で重巡洋艦「ロサンゼルス」の艦長となった。ダスピットは「ロサンゼルス」の艦長を1953年7月22日まで務めて後任に引き継いだが、その後任はダスピットの同期であるアウターブリッジであった。1957年からは第6巡洋艦隊司令官を務め、少将に昇進した1960年の1月から9月までの9か月間は、大西洋艦隊潜水艦隊司令官を務めた。この間の2月15日から5月12日には、原子力潜水艦「トライトン」による潜航世界一周の「マゼラン作戦」が実施されている。1962年に第6海軍区司令官を務め、1965年7月16日から1967年10月31日の間に務めたバージニア州ノーフォークのアメリカ統合軍幕僚学校内の部隊司令官の職を最後に退役した。
ダスピットは1979年5月19日に73歳で亡くなり、アーリントン国立墓地に埋葬されている。

## 記録
|            | 出撃地         | 出撃日         | 日数 | 戦時中認定の戦果 隻数/トン数 | JANAC認定の戦果 隻数/トン数 | 哨戒区域     |
| ---------- | -------------- | -------------- | ---- | ---------------------------- | --------------------------- | ------------ |
| ティノサ-1 | 真珠湾         | 1943年5月3日   | 47   | 0 / 0                        | 0 / 0                       | 日本近海     |
| ティノサ-2 | ミッドウェー島 | 1943年7月7日   | 27   | 0 / 0                        | 0 / 0                       | トラック諸島 |
| ティノサ-3 | 真珠湾         | 1943年9月23日  | 23   | 1 / 10,500                   | ½ / 4,000                   | カロリン諸島 |
| ティノサ-4 | ミッドウェー島 | 1943年10月27日 | 49   | 4 / 18,500                   | 4 / 18,000                  | パラオ       |